# Cymindis accentifera
Cymindis accentifera es una especie de coleóptero de la familia Carabidae.

## Distribución geográfica
Habita en Afganistán, Irán, Kazajistán, Kirguistán, Tayikistán, Turkmenistán y Uzbekistán.